# Guillaume d'Eu
Guillaume d'Eu, né entre 975 et 980 et mort un 2 janvier après 1015, fut comte d'Eu. Il est possible qu'il ait été comte d'Hiémois entre 996 et 1017 ou entre 1006 et 1017.

## Biographie
Il est le fils illégitime du duc Richard Ier de Normandie et d’une frilla, c'est-à-dire une concubine aux yeux de l'église catholique.
Pour l'historien David Douglas, Guillaume, comte d'Eu, succède à Godefroi, son frère défunt, à la tête du comté d'Hiémois. Mais ce dernier est en fait toujours vivant et porteur du titre comtal en 1017-1023. Pour l'historien Pierre Bauduin, Guillaume a donc d'abord été investi comte d'Hiémois, puis déplacé plus tard à la tête du comte d'Eu. Avec l'historien Gérard Louise, Bauduin propose les intervalles possibles de 996 à 1017 ou de 1006 à 1017.
Selon Guillaume de Jumièges, Guillaume d'Eu se rebelle contre son demi-frère Richard II de Normandie. Le chroniqueur relate une histoire considérée comme légendaire par certains historiens, mais vraie par d'autres. Guillaume aurait été capturé par Raoul d'Ivry et emprisonné sous la garde d'un certain Turquetil. Il se serait enfui grâce à Lesceline, la fille de ce dernier, qu'il aurait ensuite épousée. La Roque, dans son Histoire genealogique de la Maison de Harcourt (1662), affirme que ce Turquetil est le Turquetil d'Harcourt que Guillaume de Jumièges décrit comme primogéniteur de la maison d'Harcourt. Pour l'historien David Douglas, cette affirmation semble basée sur une double confusion, et est donc sans fondement.
Guillaume est ensuite pardonné par son demi-frère le duc, qui l'autorise à épouser Lesceline.

## Mariage et descendance
Il épouse Lesceline, fille du « très noble » Turquetil (possiblement Turquetil, seigneur de Tourville). Lesceline est la fondatrice de l'abbaye de Saint-Pierre-sur-Dives (vers 1046-1047) et elle fait don de terres à la Sainte-Trinité de Rouen en 1049.
Ils ont pour descendance connue, :
- Guillaume Busac, probablement le fils aîné et héritier jusqu'à sa révolte contre le duc au plus tard en 1048, un temps comte d'Eu, puis comte de Soissons de jure uxoris par son épouse Adélaïde de Soissons ;
- Robert d’Eu († 1091-1093), succède à son frère comme comte d'Eu après la révolte de ce dernier ;
- Hugues d'Eu, évêque-comte de Lisieux de 1049 à 1077.

### Sources
- Pierre Bauduin, La première Normandie (Xe – XIe siècle) : Sur les frontières de la haute Normandie : identité et construction d'une principauté, Caen, Presses universitaires de Caen, 2e édition, 2006.
- Généalogie des comtes d'Eu sur Medieval Lands.